# Élections législatives danoises de 2005
Les élections législatives danoises de 2005 ont eu lieu le 8 février 2005.

## Contexte

### Système électoral
Les 179 députés du Folketing, chambre unique du parlement danois, sont élus via un système électoral mixte associant un scrutin proportionnel plurinominal dans le cadre de la circonscription à une répartition par compensation. 175 sièges sont répartis entre trois régions : Copenhague, le Jutland et les îles. Ces 3 régions sont subdivisées en trois circonscriptions urbaines et sept circonscriptions rurales. Le nombre de sièges alloués à chacune de ces circonscriptions, proportionnel au nombre de ses habitants, est revu tous les cinq ans. 135 de ces sièges sont réservés au scrutin de circonscription, les 40 autres étant compensatoires et répartis entre les différentes formations politiques faisant leur entrée au parlement dans le but de leur assurer une représentativité aussi exacte que possible. Pour accéder à la répartition des sièges compensatoires, une formation doit avoir obtenu un minimum de sièges dans une circonscription donnée ou bien un nombre de suffrages supérieur ou égal au nombre de voix nécessaires à l'obtention d'un siège dans au moins deux des trois régions du royaume, ou encore au moins 2 % des suffrages exprimés au niveau national. Les électeurs disposent en outre d'un vote préférentiel, leur permettant d'exprimer leur préférence pour un candidat au sein de la liste pour laquelle ils votent : la répartition des sièges au sein des listes s'opère donc en fonction des votes préférentiels, les candidats élus étant ceux ayant rassemblé le plus de votes préférentiels sur leur nom. Enfin, deux sièges sont réservés aux Îles Féroé et deux autres au Groenland.
Pour présenter des listes aux élections législatives, tout parti doit être représenté au Folketing au moment de la tenue du scrutin. Si tel n'est pas le cas, il doit alors recueillir un nombre de signatures correspondant à 1/175e des votes déclarés valides lors des dernières élections législatives.

### Formations politiques en lice
- Le Parti libéral (V) est le premier parti politique du pays et est dirigé par le Premier ministre Anders Fogh Rasmussen, à ce poste depuis 2001. Il compte 56 sièges au Folketing, et doit donc compter sur une alliance avec les conservateurs et un soutien de l'extrême droite pour gouverner.
- Le Parti social-démocrate (SD ou A) a longtemps été la première force politique danoise avant d'être devancé par les libéraux à la fin du XXe siècle. Première formation d'opposition, il compte 52 députés et est dirigé par Mogens Lykketoft.
- Le Parti du peuple, ou Parti populaire danois (DF) est une formation d'extrême droite xénophobe menée par Pia Kjærsgaard. Fort de 22 sièges au parlement, troisième parti du pays, il apporte son soutien à la coalition gouvernementale mais n'y participe pas.
- Le Parti populaire conservateur (KF), dirigé par Bendt Bendtsen, est un parti de centre-droit membre de la coalition gouvernementale. Avec le Parti social-démocrate et le Parti libéral, c'est l'un des partis les plus anciens du Danemark.
- Le Parti social-libéral (RV), mené par Marianne Jelved, est un petit parti de centre-gauche se réclamant du radicalisme. Il fait partie de l'opposition avec neuf sièges au Folketing.
- Le Parti populaire socialiste (SF) de Holger K. Nielsen, socialiste et écologiste, est lui aussi membre de l'opposition et compte 12 députés.

## Résultats

### Danemark
|                        |                                  |                       |                       |                       |        |               |  |  |  |  |  |  |  |  |
| Parti                  | Parti                            | Voix                  | %                     | +/-                   | Sièges | +/-           |  |  |  |  |  |  |  |  |
|                        | Parti libéral (V)                | 974 636               | 29,03                 | 2,22                  | 52     | 4             |  |  |  |  |  |  |  |  |
|                        | Sociaux-démocrates (A)           | 867 349               | 25,84                 | 3,24                  | 47     | 5             |  |  |  |  |  |  |  |  |
|                        | Parti populaire danois (O)       | 444 947               | 13,25                 | 1,25                  | 24     | 2             |  |  |  |  |  |  |  |  |
|                        | Parti populaire conservateur (C) | 344 886               | 10,27                 | 1,20                  | 18     | 2             |  |  |  |  |  |  |  |  |
|                        | Parti social-libéral danois (B)  | 308 212               | 9,18                  | 3,99                  | 17     | 8             |  |  |  |  |  |  |  |  |
|                        | Parti populaire socialiste (F)   | 201 047               | 5,99                  | 0,38                  | 11     | 1             |  |  |  |  |  |  |  |  |
|                        | Liste de l'unité (Ø)             | 114 123               | 3,40                  | 1,00                  | 6      | 2             |  |  |  |  |  |  |  |  |
|                        | Chrétiens démocrates (K)         | 58 071                | 1,73                  | 0,55                  | 0      | 4             |  |  |  |  |  |  |  |  |
|                        | Démocrates du centre (D)         | 33 880                | 1,01                  | 0,76                  | 0      | en stagnation |  |  |  |  |  |  |  |  |
|                        | Parti de la minorité (en) (M)    | 8 850                 | 0,26                  | Nv.                   | 0      | en stagnation |  |  |  |  |  |  |  |  |
|                        | Indépendants                     | 1 211                 | 0,04                  | 0,01                  | 0      | en stagnation |  |  |  |  |  |  |  |  |
|                        | Sièges du Groenland              | Sièges du Groenland   | Sièges du Groenland   | Sièges du Groenland   | 2      | en stagnation |  |  |  |  |  |  |  |  |
|                        | Sièges des îles Féroé            | Sièges des îles Féroé | Sièges des îles Féroé | Sièges des îles Féroé | 2      | en stagnation |  |  |  |  |  |  |  |  |
|                        |                                  |                       |                       |                       |        |               |  |  |  |  |  |  |  |  |
| Suffrages exprimés     | Suffrages exprimés               | 3 357 212             | 99,19                 |                       |        |               |  |  |  |  |  |  |  |  |
| Votes blancs et nuls   | Votes blancs et nuls             | 27 348                | 0,81                  |                       |        |               |  |  |  |  |  |  |  |  |
| Total                  | Total                            | 3 384 560             | 100                   | –                     | 175    | en stagnation |  |  |  |  |  |  |  |  |
| Abstention             | Abstention                       | 619 056               | 15,46                 |                       |        |               |  |  |  |  |  |  |  |  |
| Inscrits/Participation | Inscrits/Participation           | 4 003 616             | 84,54                 |                       |        |               |  |  |  |  |  |  |  |  |

| Parti                  | Parti                  | Votes  | %     | +/-  | Sièges | +/-           |
| ---------------------- | ---------------------- | ------ | ----- | ---- | ------ | ------------- |
|                        | Siumut (S)             | 7 761  | 33,66 | 7,72 | 1      | en stagnation |
|                        | Inuit Ataqatigiit (IA) | 5 774  | 25,04 | 5,79 | 1      | en stagnation |
|                        | Les Démocrates (D)     | 4 909  | 21,29 | Nv.  | 0      | en stagnation |
|                        | Atassut (A)            | 3 774  | 16,37 | 5,72 | 0      | en stagnation |
|                        | Indépendants           | 841    | 3,65  | -    | 0      | en stagnation |
|                        |                        |        |       |      |        |               |
| Suffrages exprimés     | Suffrages exprimés     | 23 059 | 98,06 |      |        |               |
| Votes blancs et nuls   | Votes blancs et nuls   | 457    | 1,94  |      |        |               |
| Total                  | Total                  | 23 516 | 100   | -    | 2      | en stagnation |
| Abstention             | Abstention             | 16 072 | 40,60 |      |        |               |
| Inscrits/Participation | Inscrits/Participation | 39 588 | 59,40 |      |        |               |

| Parti                  | Parti                              | Votes  | %     | +/-  | Sièges | +/-           |
| ---------------------- | ---------------------------------- | ------ | ----- | ---- | ------ | ------------- |
|                        | Parti républicain (T)              | 6 301  | 25,36 | 0,44 | 1      | en stagnation |
|                        | Parti du peuple (SF)               | 5 967  | 24,02 | 3,50 | 1      | 1             |
|                        | Parti social-démocrate (JF)        | 5 518  | 22,21 | 1,23 | 0      | en stagnation |
|                        | Parti de l'union (FF)              | 5 333  | 21,47 | 5,84 | 0      | 1             |
|                        | Parti du Centre (MF)               | 829    | 3,34  | 1,18 | 0      | en stagnation |
|                        | Parti de l’auto-gouvernement (NSS) | 585    | 2,35  | 0,71 | 0      | en stagnation |
|                        | Indépendants                       | 309    | 1,24  | -    | 0      | en stagnation |
|                        |                                    |        |       |      |        |               |
| Suffrages exprimés     | Suffrages exprimés                 | 24 842 | 99,62 |      |        |               |
| Votes nuls             | Votes nuls                         | 94     | 0,38  |      |        |               |
| Total                  | Total                              | 24 936 | 100   | -    | 2      | en stagnation |
| Abstention             | Abstention                         | 9 230  | 27,02 |      |        |               |
| Inscrits/Participation | Inscrits/Participation             | 34 166 | 72,98 |      |        |               |